# Прибутковий будинок родини Коріман
Прибутковий будинок Іони-Абби Б. Коріман і Р. Ш. Коріман — пам'ятка архітектури місцевого значення в Одесі (охоронний номер будинку 146-Од). Будинок розташований на розі Великої Арнаутської вулиці, 99 і Преображенської вулиці.

## Історія
У 1898 році ділянка належала спадкоємцям Стрєхі, її площа була великою і складала 601 кв. саж. З 1899 року до кінця 1900-х років ділянка перебувала у власності Сімона Камлета, наступними власниками стали Іони-Абби Б. Коріман і Р. Ш. Коріман на замовлення яких за проектом архітектора А. І. Гольцвурма і цивільного інженера Ф. Е. Кюнера було споруджено великий чотириповерховий будинок.
У 1913 році на ділянці за адресою по Преображенській вулиці розміщувались: магазин жіночого одягу «Маркович Х. і Ко» або «Марков Х. і Ко», фотоательє Б. Гріншпуна, проживав власник взуттєвої крамниці Лазарь Бубес.
За адресою по Великій Арнаутській вулиці розміщувались: взуттєва крамниця Іони-Абби Коріман, крамниця шляхових речей Б. Черняка, крамниця столярних речей Менделя Міркіна, відділ фабрики панчішно-трикотажних виробів М. Г. Дукарського, проживав Іонна-Абба. Б. Коріман.
Після Жовтневої революції у будинку були влаштовані комунальні квартири. У 1950-х роках у другому подвір'ї була споруджена електрична трансформаторна підстанція ТП-2282.

## Архітектура
Будинок чотириповерховий, займає більшу частину ділянки. Крила будинку утворюють замкнене подвір'я, поза будинком з півдня розташоване друге подвір'я на яке первісно можна було потрапити з Проеображенської вулиці або скрізь вузький прохід з головного подвір'я. Перший поверх будинку призначений для торгових приміщень, входи і вітрини яких розташовані як з боку вулиць, так і з боку подвір'я. У 1980-х роках фасади будинку були сірого кольору, але у 2000-х роках вуличні фасади були перефарбовані у рожевий колір, що не відповідає ретроспективному стилю будинку. Декор споруди виконаний у пластичному стилі у формах фінського ретроспективізму, що відрізняє будинок від інших споруд міста. Огорожі балконів вуличних і дворових фасадів представлені у декількох варіантах. У кутовій частині будинку влаштований фронтон подібний до фронтону будинку на вулиці Льва Толстого, 28 (арх. Ф. Е. Кюнер, 1913 р.). Дворові фасади є подібні до фасадів інших творів архітектора А. І. Гольцвурма.
У будинку влаштовано чотири парадних під'їзди, з яких найкраще оздобленим є під'їзд у кутовій частині будинку на розі вулиць. Він освітлюється вертикальним світлом, огорожі сходів є типовими і зустрічаються у деяких містах Європи. Інші парадні під'їзди освітлюються вікнами дворових фасадів, а огорожі сходів уявляють собою поширену у Одесі модель. Всі двері квартир мають оригінальний дизайн подібний дизайну головного фасаду.

## Галерея

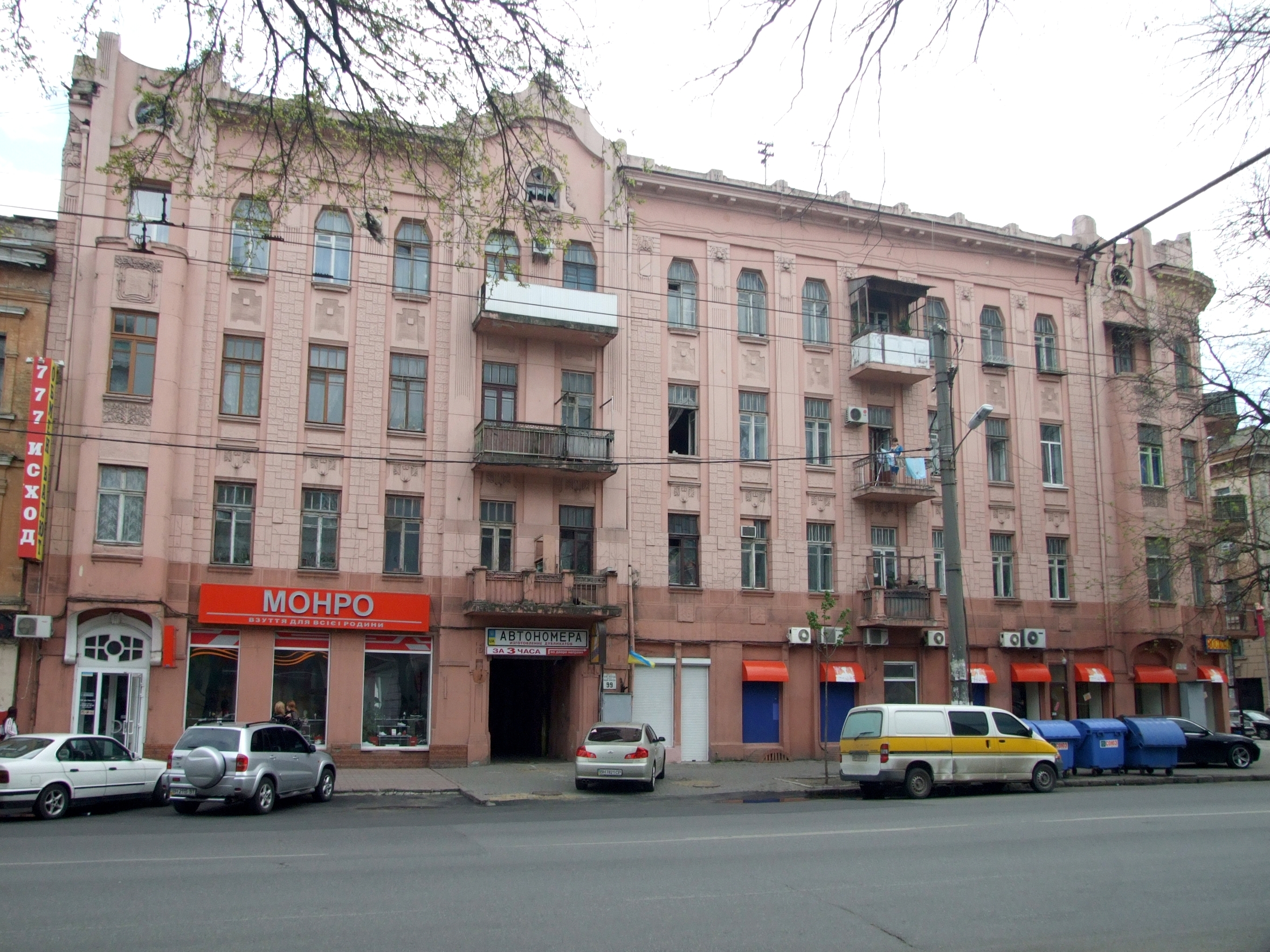
Фасад з боку Великої Арнаутської вулиці
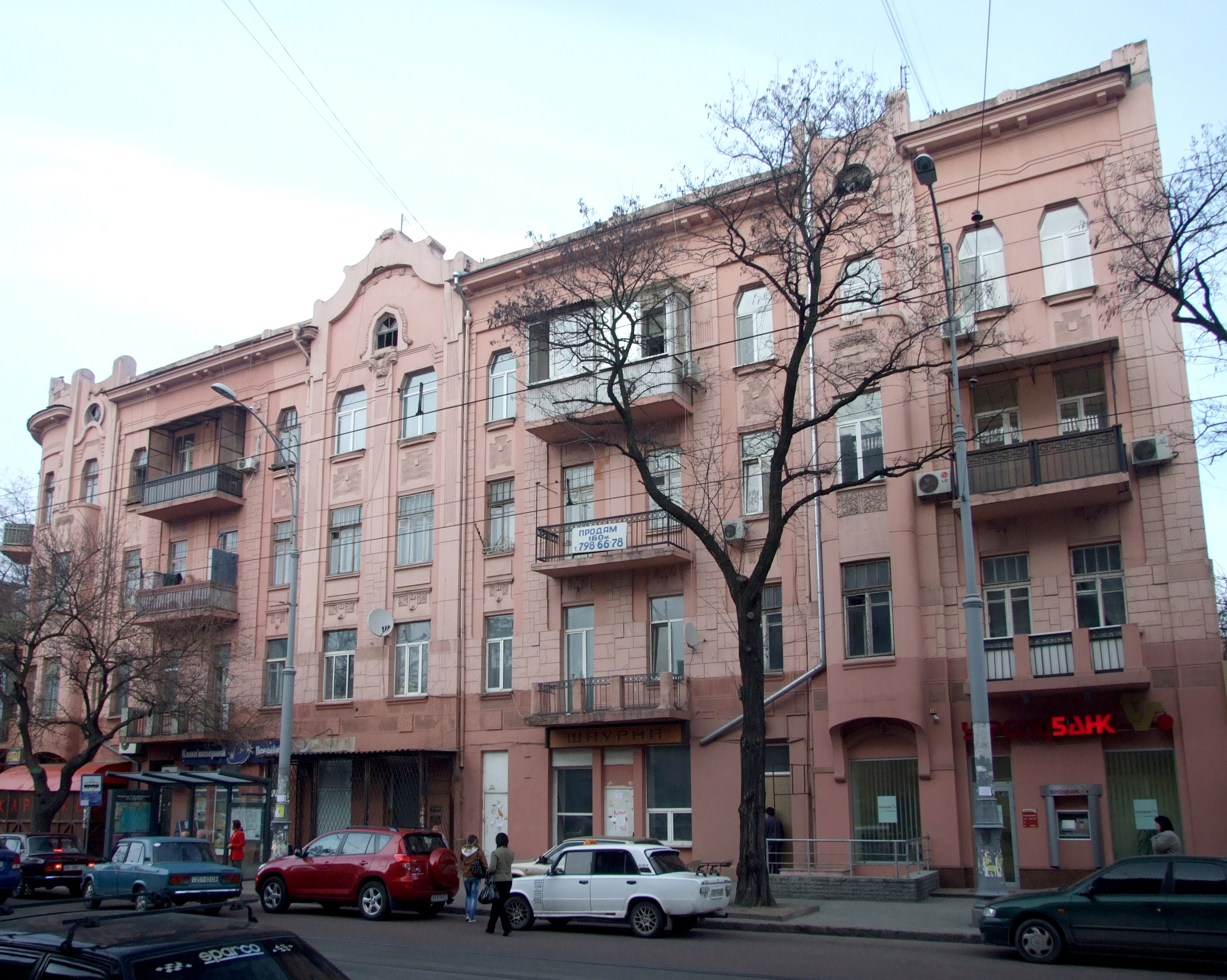
Фасад з боку Преображенської вулиці
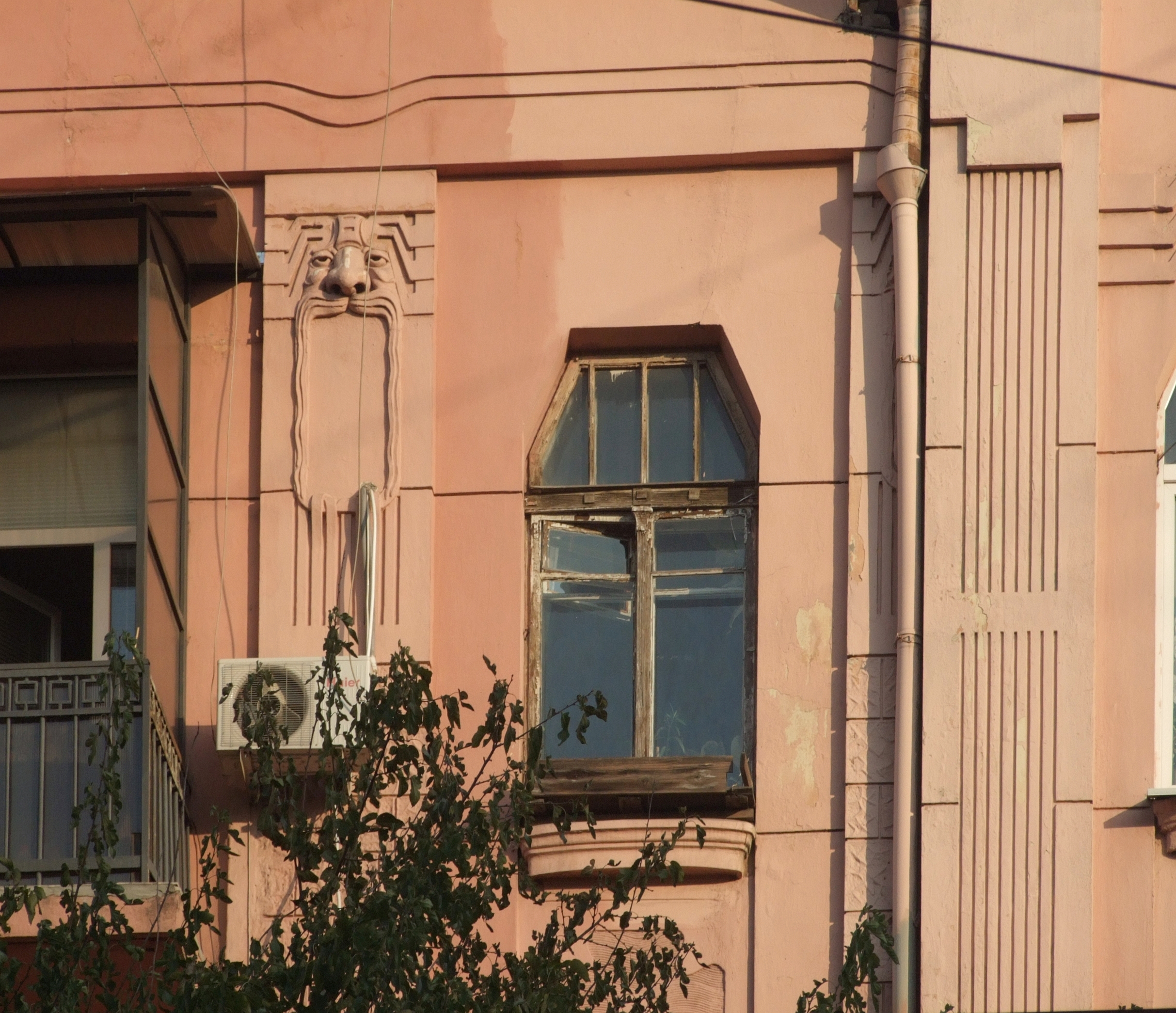
Одне з останніх автентичних вікон
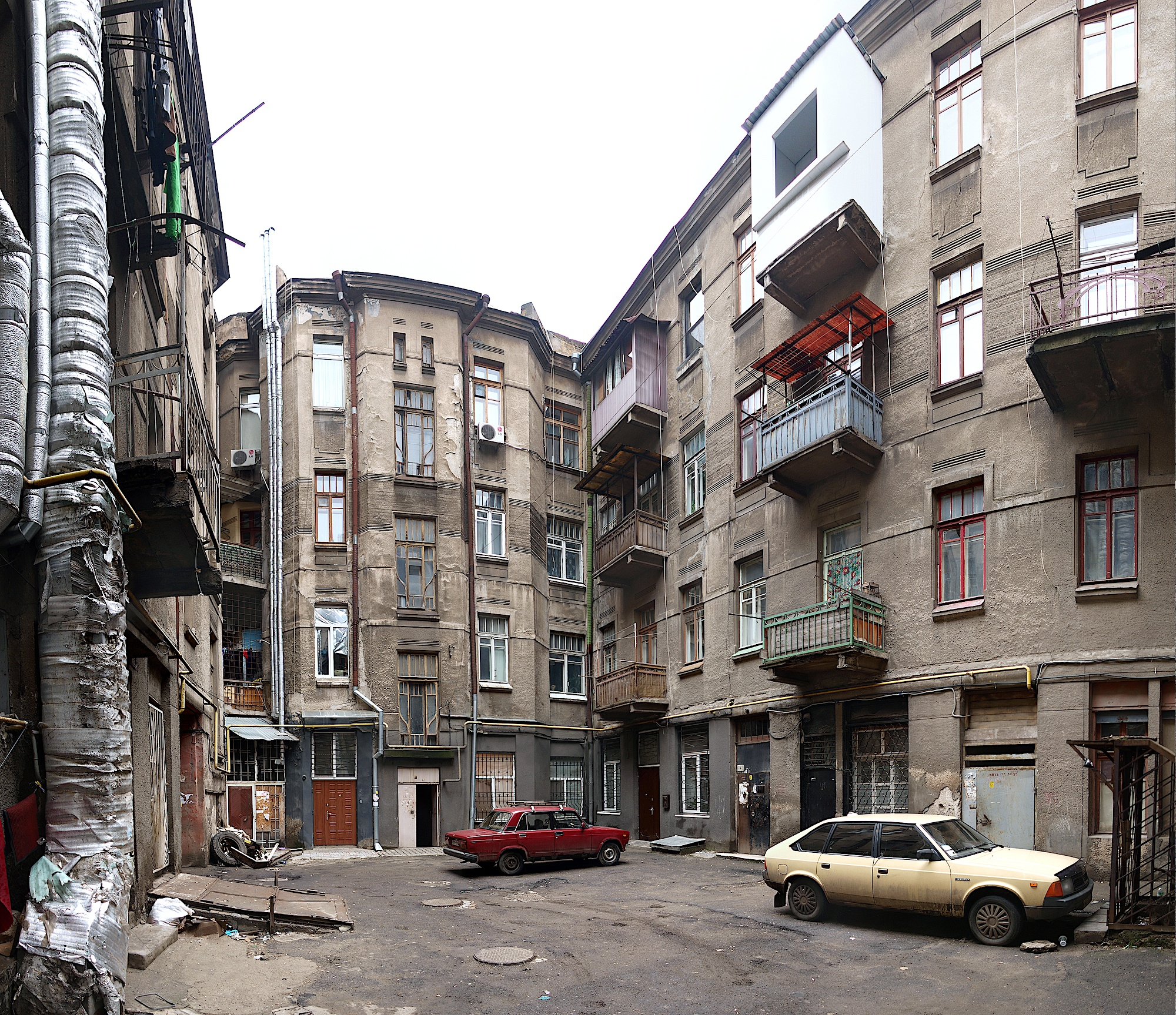
Головне подвір'я. Вид у бік сходу
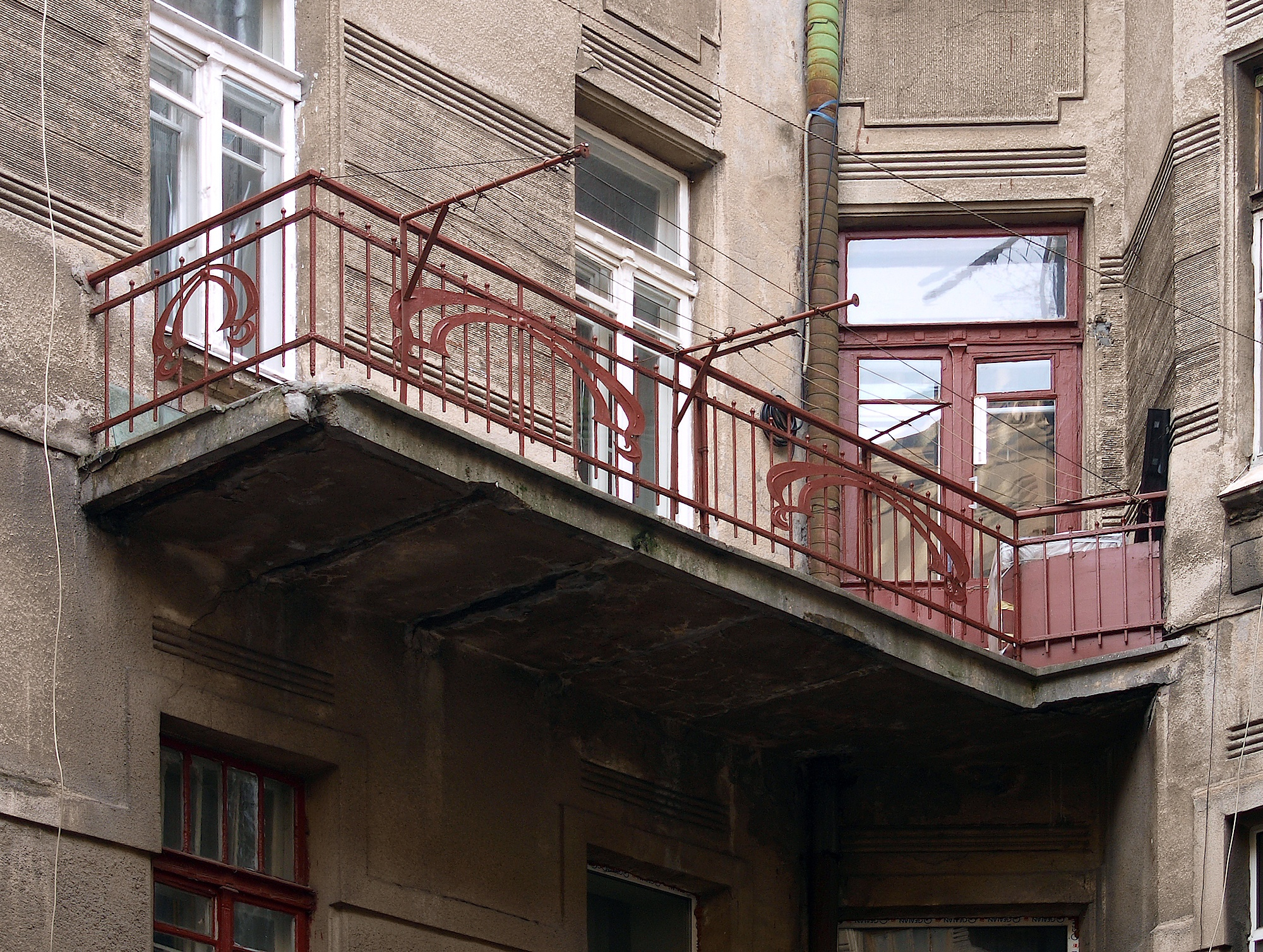
Огорожа дворового балкону
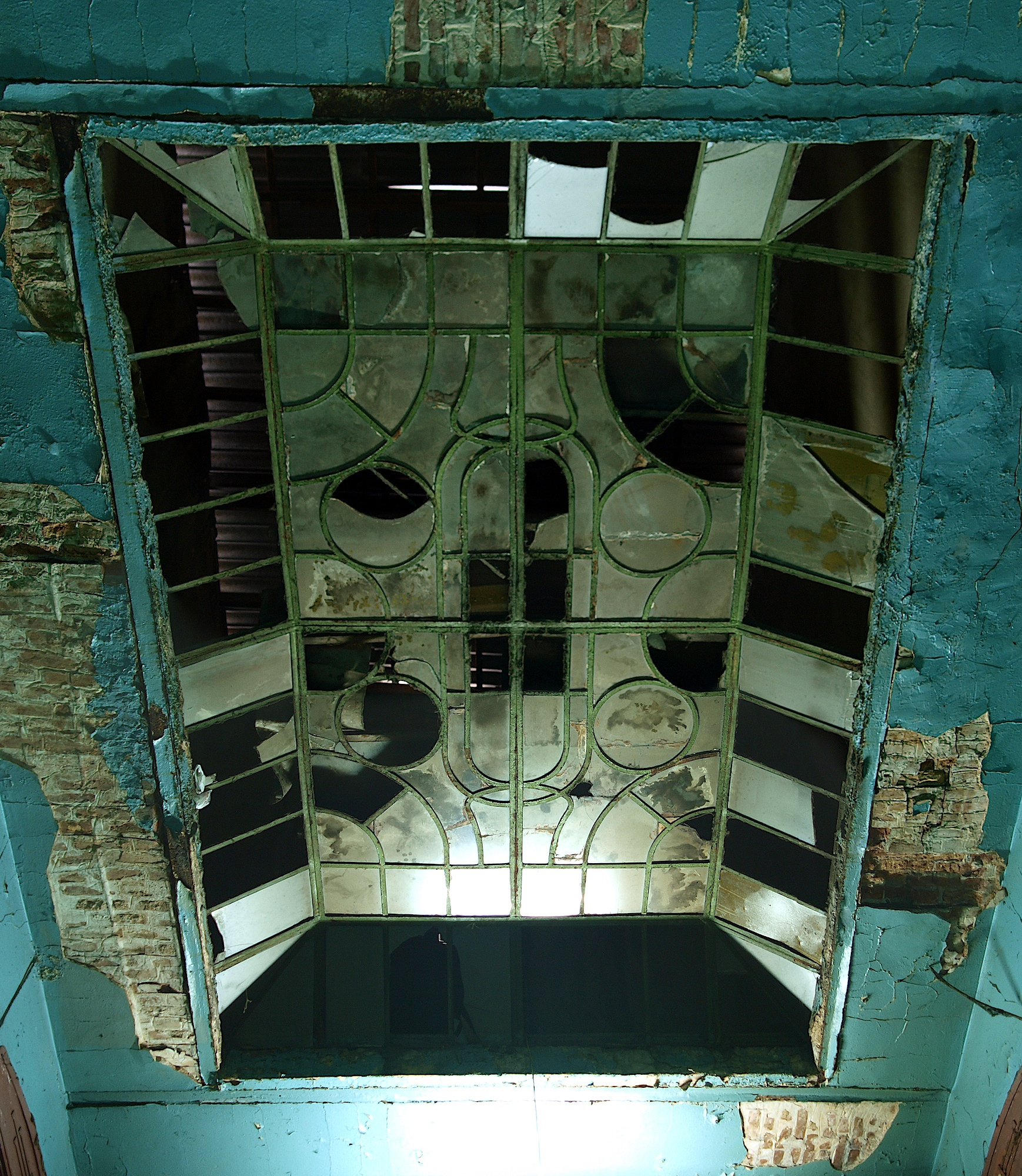
Світловий ліхтар парадної сходової клітки кутової частини
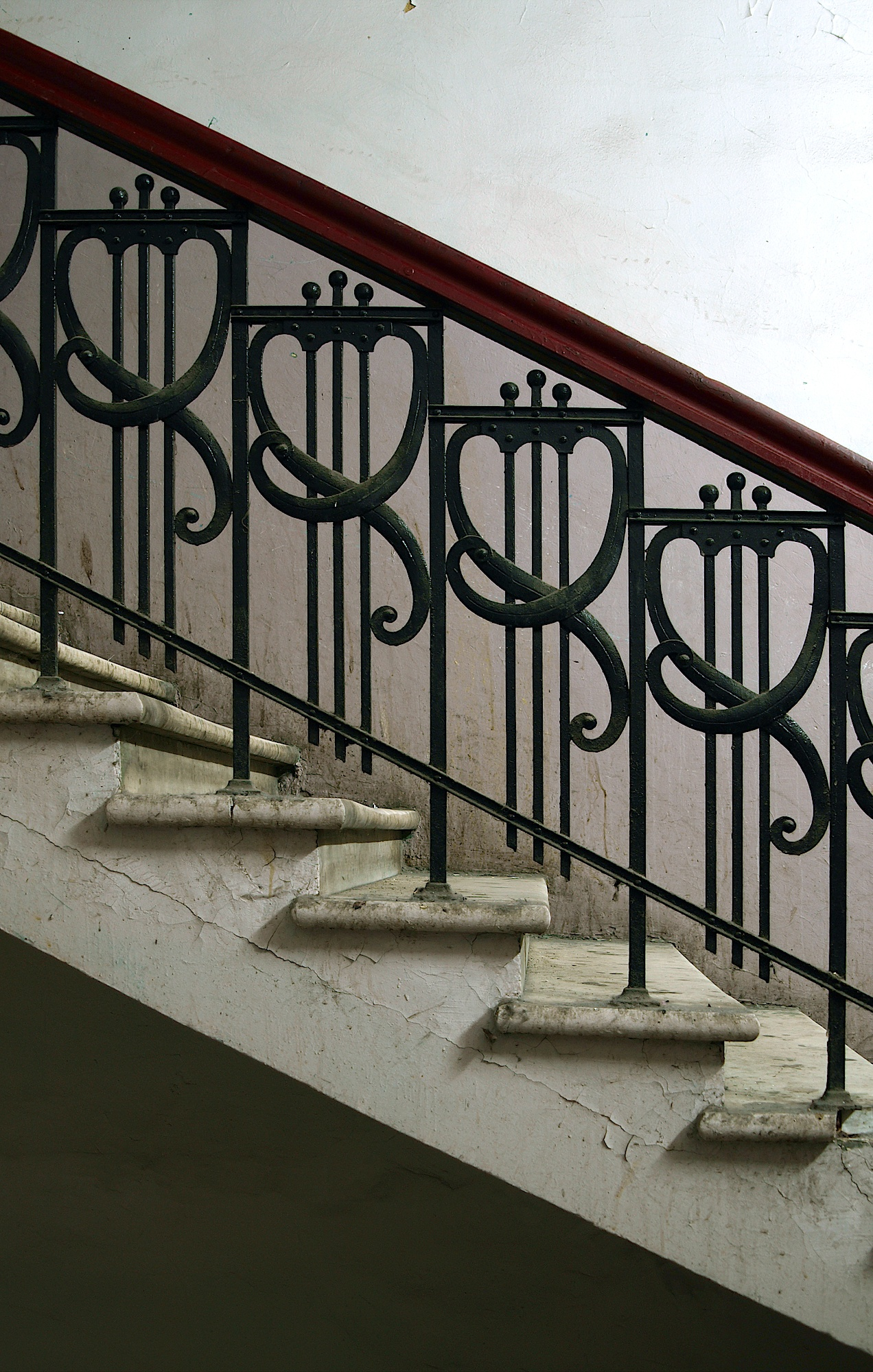
Огорожа парадних сходів кутової частини
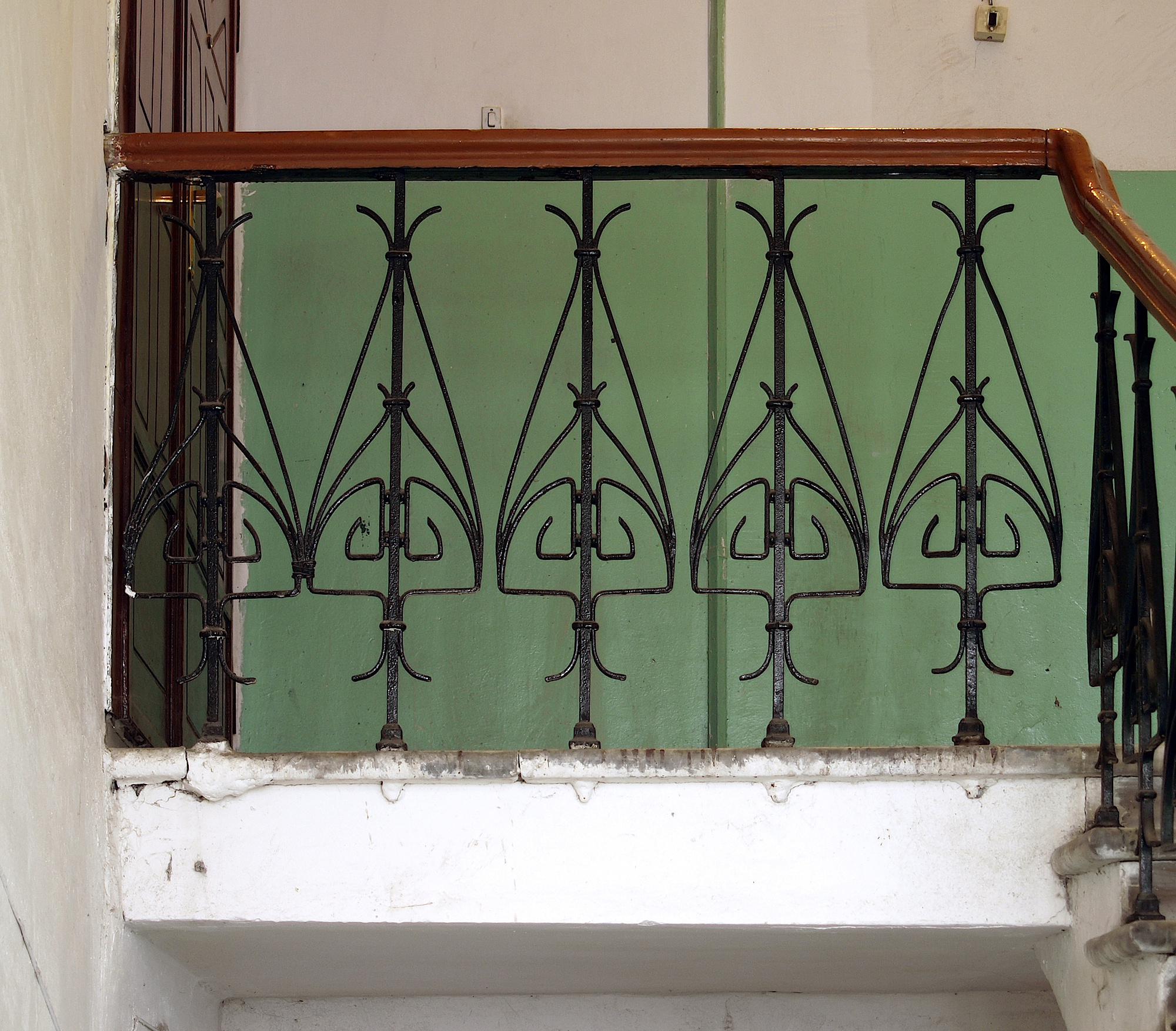
Огорожа парадних сходів інших сходових кліток
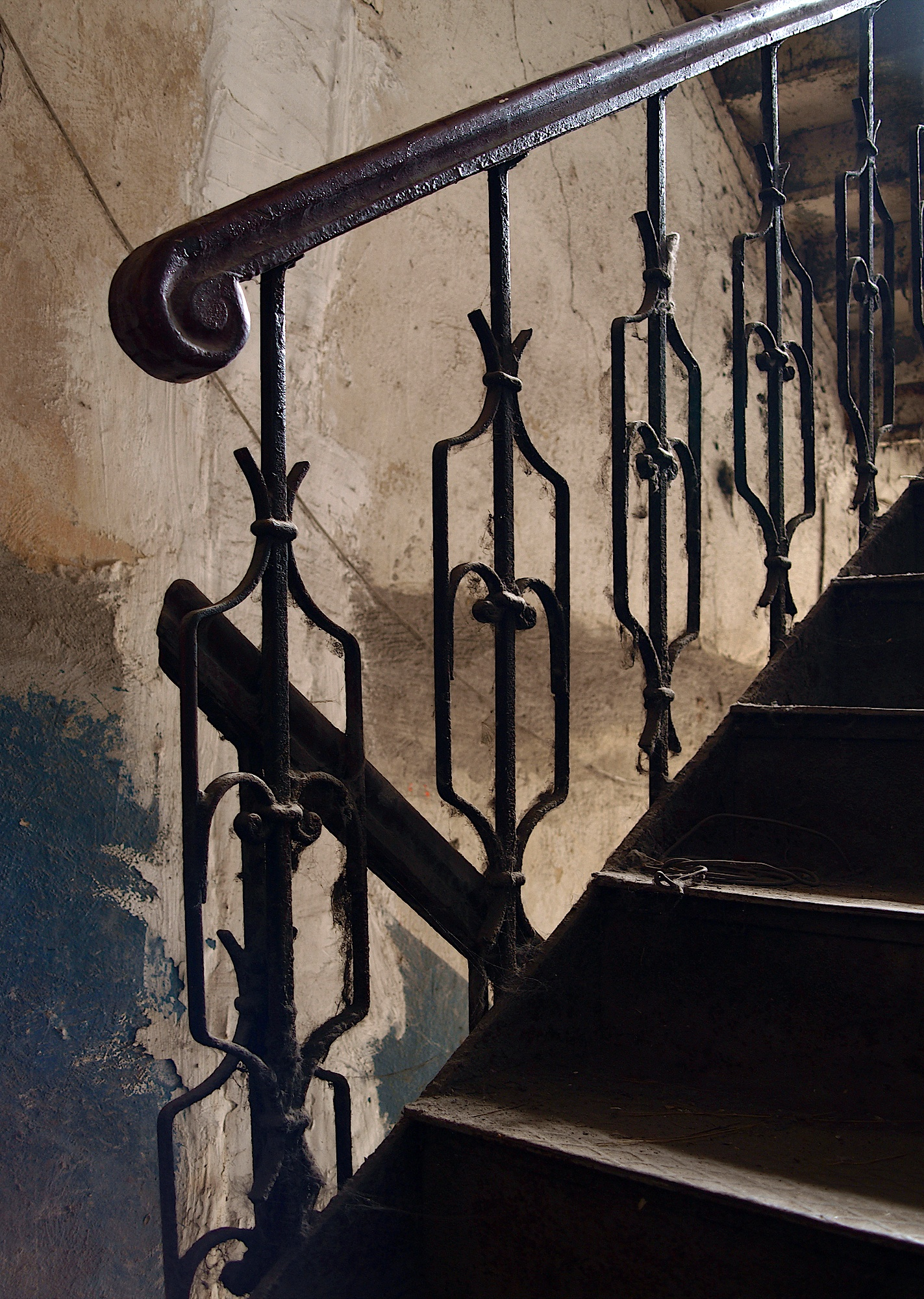
Огорожа службових сходів
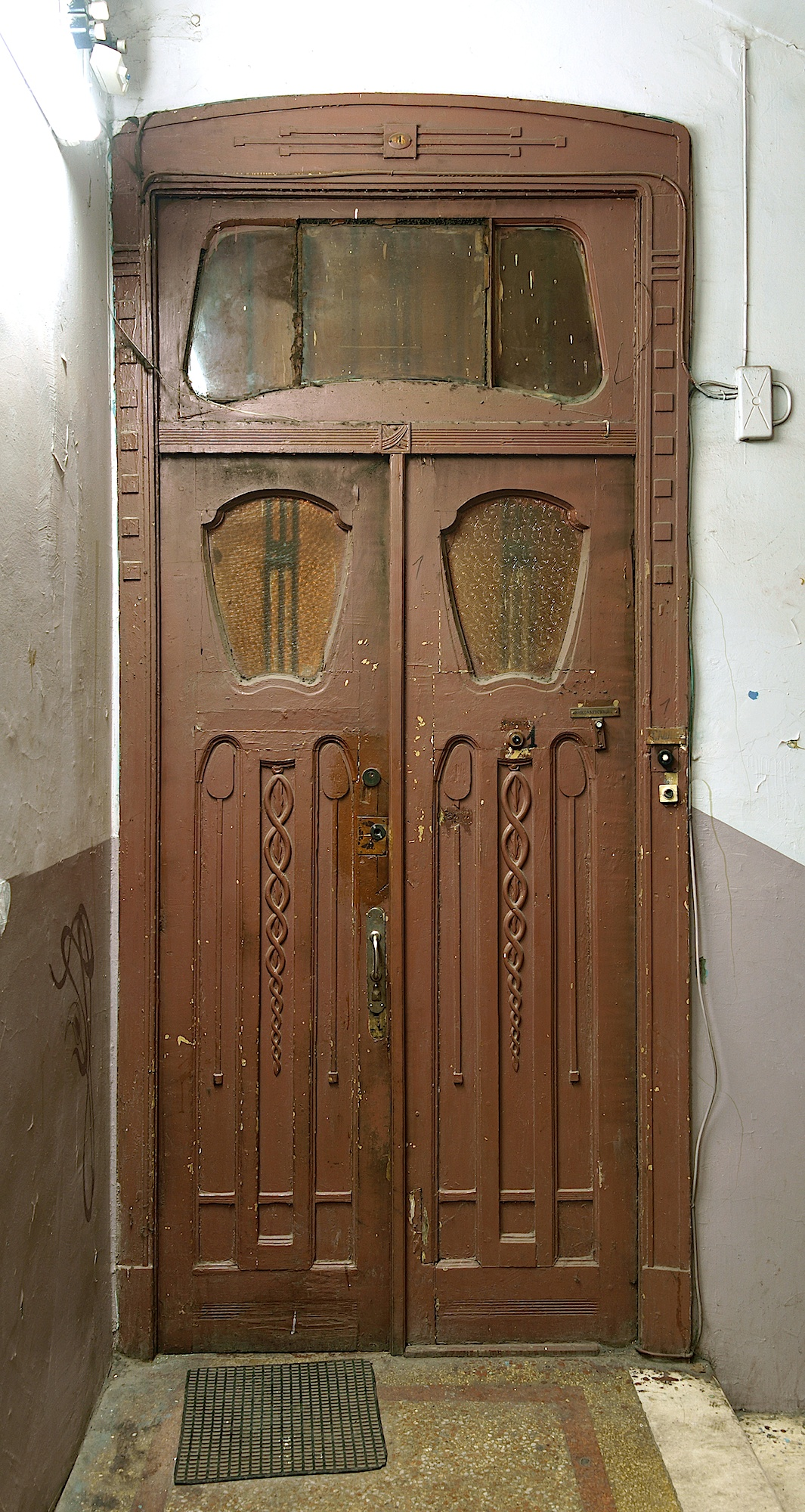
Парадні двері квартир
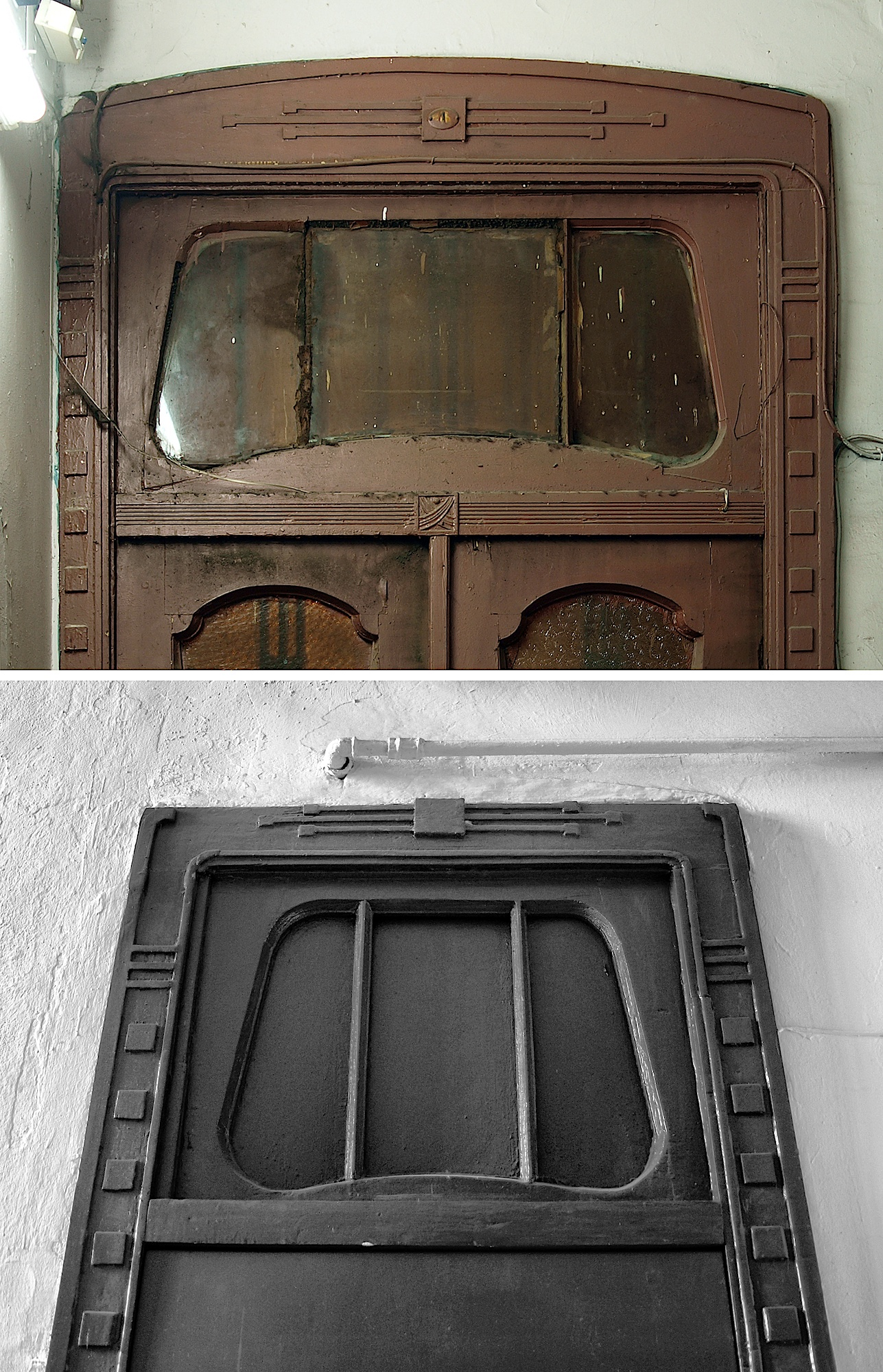
Фрамуги парадних та службових дверей квартир